# Être-avec

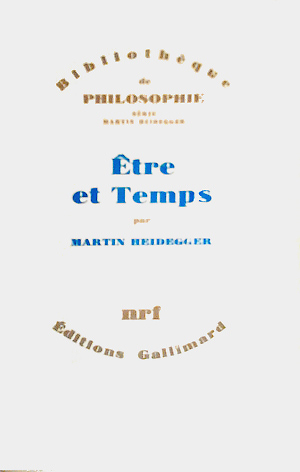
Être et Temps

C'est au paragraphe 26 d'Être et Temps que Heidegger avance la notion de Mitsein traduite traditionnellement en français par « Être-avec » pour répondre à la question de la présence auprès des étants « disponibles », d'autres étants ceux-là, « non disponibles », les autres Dasein, dans le monde de l'Être-au-monde. Dans l'œuvre de Heidegger, ce nouveau concept pose pour la première fois la question de l'« intersubjectivité », négligée jusqu'ici dans toutes les descriptions et qui est un phénomène incontournable à même le monde ambiant.
Depuis Descartes, la philosophie pose comme point de départ de toute pensée le Je, lieu du cogito, permanent et fondement de toute connaissance certaine. Enfermé dans sa sphère et isolé des autres, le rapport du Je à autrui et sa reconnaissance en tant qu'autre que soi est d'autant plus difficile à comprendre que se renforce dans la philosophie moderne la subjectivité du sujet.
Avec Être et Temps qui privilégie l' « être-au monde », toujours aux prises avec ce qu'il convient de faire, Heidegger instruit un rapport avec le monde qui délaisse l'introspection pour un nouveau rapport à soi que Guillaume Badoual  qualifie « d'entretien passionné avec nous-mêmes ».

## Solitude et «être ensemble»
Heidegger est celui qui nous amène à penser l'étonnant paradoxe d'une « solitude » nécessaire à l'être-ensemble.
La pensée du philosophe se construit en contrepoint de l'analyse traditionnelle qui, depuis Descartes, fait du Je le point de départ de toute analyse philosophique et le fondement de toute connaissance. Le Je n'est plus une donnée, mais un genre d'être du Dasein « qui justement n'est pas souvent lui-même parce qu'il est dans sa nature de se laisser prendre par le mouvement de ce qui l'occupe » écrit Guillaume Badoual. Le soi-même qui est recherché à travers la solitude ne pourra plus se comprendre à partir de l'isolement du Je.
Il faudra distinguer la question banale de la solitude  Einsamkeit, qui concerne le Je de la subjectivité, d'avec la question ontologique qui interroge le Soi, séparée, selon Hadrien France-Lanord, par un abîme du Je de l'égoïté. On ne peut plus opposer, comme l'écrit Florence Nicolas, « un moi solitaire coupé des autres et un moi solidaire et c'est tout autrement qu'il convient de poser la question en se demandant au préalable sur ce que signifie « être-proprement soi » ».
Cette distinction fera apparaître que la solitude peut être aliénation au monde et qu'à l'inverse l'« être-ensemble » représentera la véritable expression du Dasein authentique. Ainsi Jean-François Merquet souligne-t-il le cas où l'« être-avec » peut représenter un danger s'il est l'occasion pour l'« être-là » de se décharger dans l'anonymat du On, de son angoisse devant l'abîme du soi-même. Quand les êtres humains ne sont pas véritablement ensemble, mais seulement côte à côte, alors c'est la dimension du On qui prévaut, remarque Hadrien France-Lanord .
Pour Heidegger, rencontrer l'autre en tant qu'autre passe d'abord par le saisissement de « l'étrangeté de son propre être ». Heidegger écrit « Ce qui se trouve chaque fois unique en son être et préserve ce caractère d'unicité, cela seul se montre vigoureux pour nous aider à reconnaître ce que l'autre a d'unique ». Par conséquent, la conquête de l' « être-ensemble » passe par un type particulier de solitude qui n'est pas celle du solitaire coupé du monde, mais celle de l'esseulement ou  das Vereinzelung . À propos de cette Vereinzelung , Florence Nicolas parle d'une démarche qui met chacun en face de sa propre liberté et rend possible la rencontre de l'autre.

« La Résolution à soi-même place le  Dasein dans la possibilité de laisser être les « autres » dans leur pouvoir-être le plus propre et d'ouvrir conjointement celui-ci dans la sollicitude qui devance et libère - Martin Heidegger Sein und Zeit p298. »

Pierre Livet remarque que Heidegger prend ainsi ses distances à l'égard « de toute philosophie éthique qui voit dans le rapport à autrui restauré la révélation de ce qu'il y a de fondamental dans notre essence ».

## La rencontre des autres
Le monde qu' Être et Temps décrit ne se compose pas uniquement d'objets, mais se présente essentiellement comme une structure de renvois. Quotidiennement, au sein de la préoccupation, autrui est présent. « Même si je flâne tout renvoie à autrui : le chemin, les champs, et les barrières , le monde est un monde commun que je partage avec autrui », écrit Christian Dubois. Les personnes qui œuvrent dans le monde ambiant comme producteurs ou consommateurs, au côté du Dasein, appartiennent essentiellement au monde; elles font partie de sa structure phénoménologique, dans les tournures, renvois et significativités qui caractérisent le monde ambiant, nous dit Jean Greisch,.

### Les modes d'être des autres
C'est seulement à partir du monde ambiant, qui est donc premier comme « ouverture originaire », dans le dispositif intramondain dont je me préoccupe, que peut se donner quelque chose comme des étants, les « autres » et aussi moi-même. Marlène Zarader note au départ que parler « des autres » semble impliquer la présence, en vis-à-vis, d'un Moi. Ce schéma est d'emblée récusé par Heidegger qui souligne que « les autres ne se donnent pas ainsi originairement [...] la donnée initiale n'est plus ni moi, ni les autres, mais le fait d'être ensemble  Miteinandesein' dans un monde partagé ». L' « Être-au-monde » est toujours déjà aussi « Être-avec ». Il n'y a pas le Moi, puis l'Autre qui se surajouterait. Notre être quotidien est fait du rapport à autrui, même l'être seul est essentiellement un « être-avec ». L'étude du sentiment de solitude a confirmé l'importance cruciale de l' « être-avec ».
Appartenant au même monde ambiant, « autrui » présente néanmoins le caractère d'être  doublement indisponible, ni « sous-la-main » comme un objet, ni « à-portée-de-la-main », ni maniable, ni manipulable, simplement, l'autre est là-avec moi.

### Les modes de rencontre des autres
Heidegger avance un certain nombre de thèses quant au mode de donation d'autrui, ou sur la question du comment l'autre  Dasein  se manifeste-t-il à nous. Si le monde quotidien est l'espace de rencontre d'autrui comme auteur ou destinataire des complexes d'outils, les modalités de présence d'autrui sont incommensurables à celles des objets. Parce que l'« autre »  est essentiellement indisponible, la présence d'autrui a un caractère existential ambiguë pour le Dasein, plus près du monde du Soi que du monde commun Mitwelt, que pour cette raison Heidegger abandonne pour le terme de Mitsein.
L'avec de l' « être-avec » doit être compris, selon Pierre Livet, existentialement, c'est-à-dire comme une dimension fondamentale de l' « être-au-monde » et non comme l'ajout d'autres êtres dans le monde ambiant du sujet.
D'autre part comme le note Marlène Zarader, l'« autre » rencontré dans le monde ambiant « n'est pas donné primairement comme une pure personne, mais toujours lié à une fonction, un projet. Je rencontre un étudiant, une voisine , un commerçant, un promeneur ». Avec Heidegger le Dasein ne rencontre jamais l'Autre hors contexte, contrairement à la perception d'Emmanuel Levinas. De ce fait, l'autre n'apparaît pas immédiatement dans son unicité non réductible à sa fonction. Par conséquent, ce n'est pas seulement à partir de cette commune préoccupation qu'autrui peut nous apparaître comme le  Dasein  qu'il est à l'instar de nous-mêmes note Christian Dubois.
Heidegger observe que dans beaucoup de langues les pronoms personnels correspondent à des adverbes de lieu. Moi, s'apparente à « Me voici », lui à "« ui là-bas » entendus au sens existential, ils font signe vers la « spatialité » du Dasein voir article. En mode existential, la « spatialité » signifie toujours proche ou lointain dans la dimension de la préoccupation du Dasein.

### Le rapport à autrui
Pour Hadrien France-Lanord, une bonne compréhension du Dasein, en posant sur des bases entièrement neuves la « relation à autrui », suffit à faire apparaître l'absence de toute problématique sur ce sujet « avec la question de l'être est donc directement en jeu celle de l'altérité ». Il n'en est pas de même pour d'autres interprètes , tels que Pierre Livet qui estime cette approche insuffisante et le problème non résolu.
Le « rapport à autrui » s'inscrit dans une structure commune avec la pré-compréhension des choses ; l'ancrage de ce rapport reste donc l'être qui en est le centre de perspective, le Dasein. En tant qu'être autocentré il semble impossible, pour ce dernier, d'adopter le point de vue d'autrui  et donc de le rencontrer, pourtant le  Dasein  est la condition de possibilité de toute rencontre et de tout rapport à autrui, pour le comprendre l'existant, est conduit à supposer qu'autrui lui ressemble et lui envoie les bons signaux pour une interprétation correcte de ce qui lui reste a priori caché, note Pierre Livet. Substituer à l'ego, le Dasein et « l'être-avec », ne suffit pas pour Pierre Livet à résoudre la question de l'intersubjectivité.
Comment justifier le rapport spécifique à l'autre, comment passer du  Mitsein  qui met les Dasein  en parallèle, côte à côte, à la sollicitude Fürsorge qui les met face à face ? Marlène Zarader remarque, que Heidegger reconnait que ce problème nécessiterait une herméneutique spéciale, mais il ne la développe pas.

### Le problème général de la compréhension d'autrui

#### Les conditions de fond
À la base, il y a écrit Marlène Zarader , la compréhension originaire du Dasein pour son monde, entente qui joue pour tous les étants intramondains et donc les autres Dasein aussi. Ces derniers tiennent leur place normale dans la suite des renvois, mais à la différence des « étants » ordinaires qui renvoient à autre chose qu'eux-mêmes, les Dasein se donnent toujours comme existants en vue d'eux-mêmes et rentrent, côte à côte, avec cette spécificité, dans l'ensemble ordonné des significativités du monde (comme malades d'un hôpital, comme clients d'un commerce, comme passagers d'un avion). Ainsi perçu dans la chaîne des significativités dégagée par la préoccupation du Dasein, autrui est néanmoins « mésinterprété » car compris uniquement à travers leur fonction, comme les autres étants mis en jeu (le facteur simplement comme facteur, l'assureur comme assureur). Il reste néanmoins que cette base de compréhension originaire offerte par l'ouverture primaire est nécessaire à tout approfondissement de la relation.
C'est ici qu'intervient la notion d'« Être-avec » qui, s'ajoutant au mécanisme général de la significativité des étants ordinaires, fait que : « le Dasein   étant essentiellement en vue de lui-même, alors il est tout aussi essentiellement en vue d'autrui », écrit Marlène Zarader. Comme il y a une compréhension originaire des étants ordinaires en leur « utilité », il y a une compréhension originaire des autres existants comme existants à l'image du Dasein.

#### Rejet de l'empathie
Le phénomène d'empathie, qui prétend ouvrir une voie, méconnaît le rôle de la pré-compréhension. En foi de quoi, les partisans de cette solution psychologique, construisent des mécanismes théoriques destinés à expliquer la possibilité d'une connaissance d'autrui. En fait il n'y a, à l'œuvre, qu'un seul mécanisme de compréhension à la fois, de soi comme d'autrui, mécanisme qui se joue au niveau de « l'ouverture-révélation » du monde. La philosophie avec ses théories de la connaissance s'est enlisée dans l'aporie de la distinction « Moi/Lui », alors que selon Heidegger il s'agit là d'un faux problème,. Heidegger cité par Marlène Zarader précise « L' Einfühlung (intropathie), bien loin de constituer l' être-avec, n'est possible que sur fondement de celle-ci et elle n'est motivée que par les modes déficients prédominants de l'être-avec ».

## La compréhension des autres

### Le caractère général de la compréhension des autres
Hadrien France-Lanord relève que pour Heidegger « être-ensemble, est un caractère d'être du Dasein quelque chose qui est tout aussi originaire que l' être-au-monde . C'est donc dans l'ouverture du Dasein que se trouve inscrite l' altérité de l'autre, avant même la distinction d'un moi et d'un toi ». Jean Geisch écrit « C'est justement parce que les autres ne forment pas un monde à part, distinct du monde du Soi, que le terme de Mitsein, « être-avec » est préférable au terme de   Mitwelt, monde commun ». Florence Nicolas ajoute « C'est pourquoi l'être seul,  das Alleinsein, peut-être dit un mode déficient de l'être-ensemble  du das Mitsein ». Christophe Perrin pourra conclure « Parce que, d’une façon ou d’une autre, si les autres sont par moi, ils sont avant tout en moi. Les autres, pour ainsi dire, c’est moi ».
Si donc le Dasein signifie dans son essence  « être-avec-les-autres » ou « être-avec-autrui », la problématique de l'autre faisant encontre dans le monde ambiant demande, selon Marlène Zarader, un nouveau vocabulaire. Selon elle, une première distinction s'impose :
1. « Si l'on part du Dasein propre qui n'existe jamais isolément: on dira Mitsein . Le Dasein, en tant qu' « être-au-monde »  est toujours Mitsein , toujours « être-avec » ».
2. « Si l'on parle du Dasein d'autrui qui se donne dans le monde mais qui n'est pas une chose, mais une personne, on dira Das Mitdasein . Ces Dasein ne sont pas simplement existants comme le suggèrerait Mitsein , mais ils coexistent avec Moi »[12].

Le  Mitsein  ou « Être-avec » comporte, selon Christian Dubois, trois types de relations qui toutes ne répondent qu'à la préoccupation soucieuse du Dasein

### L'intersubjectivité au quotidien

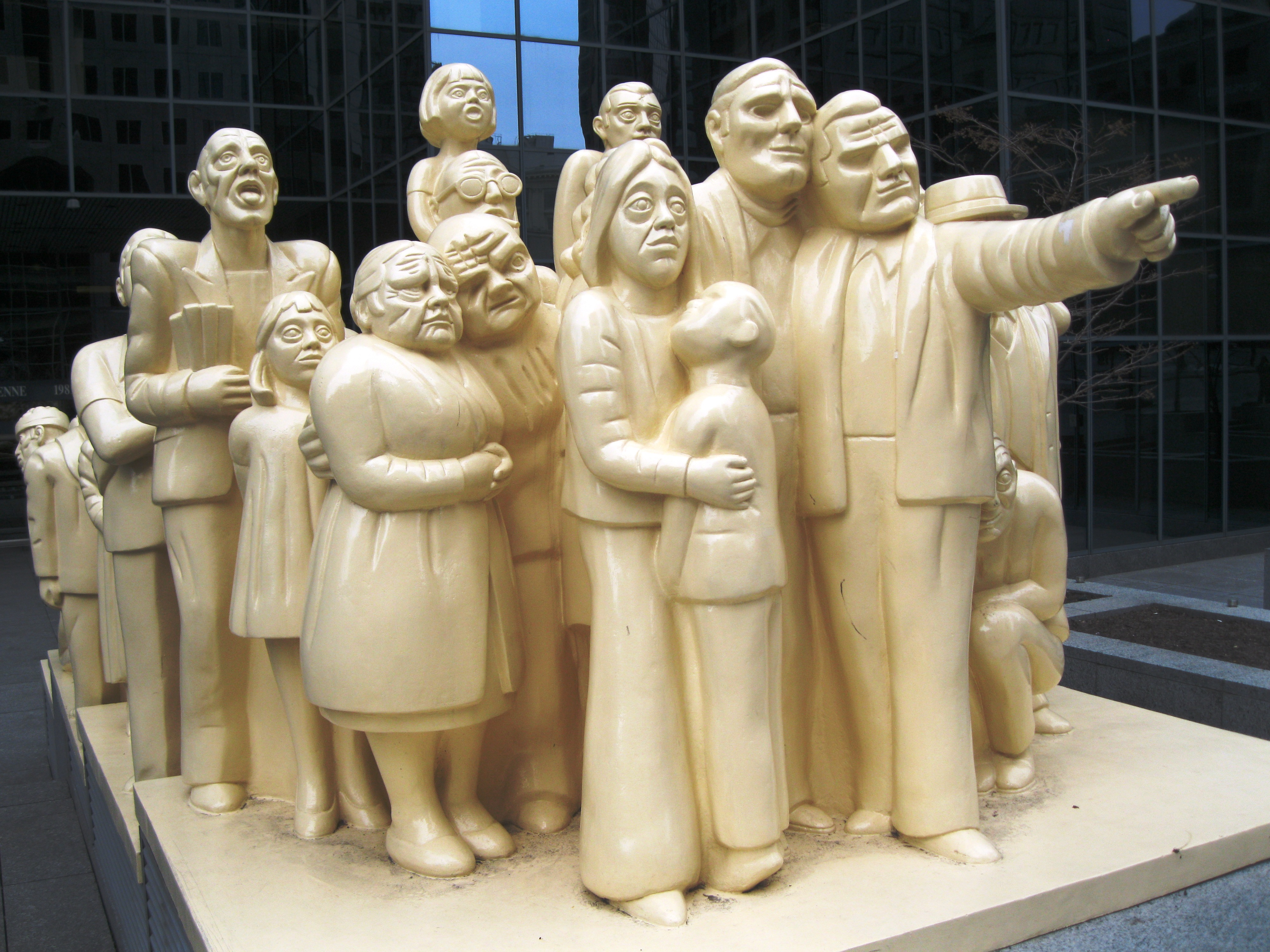
La Foule illuminée, par Raymond Mason

La quotidienneté est marquée par l'indifférence, la compétition, et la « dictature du  On ». Pour Heidegger, autrui est primairement toujours lié à une fonction, à un projet. L'indifférence est un mode positif de la préoccupation. Avant de me préoccuper d'autrui, je me préoccupe avec autrui. Cette indifférence n'est toutefois pas comparable à celle de deux choses posées côte à côte , c'est une modalité de l'être l'un avec l'autre, note Christian Dubois.
Heidegger note (§27, Être et Temps) que le Dasein préoccupé se trouve toujours soucieux de se différencier par la compétition d'avec les autres, de sauvegarder une certaine distance. Il en conclut que cette volonté de distanciation, der Abständigkeit manifeste a contrario justement l'indifférenciation originaire entre les Dasein, leur imbrication réciproque dans l'opinion moyenne et les usages communs, attitude qui installe la « dictature du On », la domination (du public), du qu'en-dira-t-on ?, qui devient le vrai sujet phénoménologique du Mitsein quotidien. Le « On » n'est personne et tout le monde, c'est « Moi » en tant que je fais corps avec l'opinion moyenne. Le « On » est l'expression la plus courante de l' être-avec. « On » est avec les autres et « on » est comme les autres, même lorsque l'on croit être différent, on est différent et singulier, comme les autres le sont.
Marlène Zarader avance la thèse que si le « On » est le mode d'être du Dasein dans la quotidienneté, alors cela signifie que dans cette quotidienneté le Dasein n'est pas lui-même, et l'autre, autrui n'est pas non plus proprement Autre (n'est pas proprement un Dasein, mais un étant).
Outre la rencontre dans l'espace commun du monde ambiant de la préoccupation et de la quotidienneté, le rapport à autrui se tisse existentialement suivant deux modalités dites de la sollicitude traduction courante de  Fürsorge, elle-même différenciée en authenticité ou inauthenticité de cette relation.

## La relation à autrui

### Les conditions existentiales d'un rapport authentique à autrui
C'est à l'appel de cette conscience que, rejeté vers son « être-en-faute » originaire, le Dasein s'ouvre enfin pleinement à lui-même . Cette ouverture à son être le plus propre, Heidegger la nomme  Entschlossenheit , la Résolution. La Résolution comme la Mort redonne au Dasein le monde sous une autre guise, un autre jour, il est donné dorénavant à partir de lui-même et non plus à travers l'opinion moyenne du « On ». Par la rupture avec le On, l'existence est transfigurée. Parce que je sais où j'en suis avec moi-même, le propre de l'autre peut m'apparaître. Le Là ouvert devient une situation nouvelle, occasion pour une action véritable, occasion d'une véritable rencontre d'autrui.
Heidegger (in Être et Temps SZ p. 42) analysant les différentes modalités de la sollicitude, Fürsorge : « quand elle est authentique, elle restitue à autrui son propre souci, quand elle est inauthentique, elle l'en décharge, et se soucie à la place de l'autre, l'expulsant ainsi de sa place » cité par Pierre Livet.

### La sollicitude impropre
Cette sollicitude ou Fürsorge est dite impropre lorsqu'elle consiste à traiter autrui comme une chose ou un instrument. Cette sollicitude peut prendre deux formes, une forme négative exprimant une méfiance vis-à-vis de ceux qui sont attelés à la même affaire une forme positive, mais néanmoins impropre lorsque cette sollicitude tend à décharger l'autre de son souci, lui déniant ainsi par contrecoup son autonomie.

### La sollicitude respectueuse
Dans son principe, celle-ci « libère autrui pour son pouvoir-être, le restitue à son souci et le replace dans le mouvement de son ouverture à la question de son être » . Pour ce dernier, la question reste toutefois posée de savoir si c'est autrui qui s'ouvre ou notre sollicitude qui ouvre car alors nous retomberions, encore et toujours, dans un rapport de coexistence et non pas dans un rapport authentique avec autrui.

#### La problématique du Mitdasein ou «être-avec» authentique
La question de l'authenticité concerne non pas celle de l'authenticité du Dasein premier, mais celle de son rapport à autrui. Un rapport authentique exigerait la réelle prise en compte de l'ouverture au monde de l'Autre, en tant que Dasein souverain, et non pas seulement le substitut que représente la sollicitude même authentique du premier, d'où selon certains l'échec de Heidegger devant cette question de l'intersubjectivité 
1 - Il y aurait là une aporie que Heidegger ne résoudrait pas selon Pierre Livet. Les voies de sorties seraient peu nombreuses et Heidegger se limiterait  par hypothèse à considérer comme authentiques.
- lorsqu'on accompagne les autres pour leur-pouvoir être le plus propre, en les mettant face à leur destin et en exigeant d'eux une décision.
- par les voies de la solidarité et du combat en commun. Le face à face recherché entre les hommes cèderait la place à la coexistence entre les parties sous la férule du « On ».

2 - Heidegger récuse d'avance cette interprétation, car ces objections s'appuieraient, encore et toujours, sur l'idée qu'il y aurait comme un espace à franchir entre le Dasein premier et autrui. « En tant qu'être avec, le Dasein est…essentiellement en-vue-d'autrui. J'apprends à me connaître en même temps que j'apprends à connaître autrui. L'Intropathie n'est pas totalement niée, mais reléguée au second plan, le rapport de l' « être-avec » est premier.

#### La décision pour autrui
Bien avant Être et Temps, Heidegger, dans ses travaux menés sur la phénoménologie de l'existence, dans les années 1920, avec le théologien protestant Rudolf Bultmann avait exploré les voies d'une relation à l'Autre authentique, imprégnée de religiosité. Autrui, comme Dieu, relèveraient d'un type de connaissance spécifique, étrangère à la préoccupation soucieuse du Dasein dans le monde, dans une ontologie moins affirmée, voir notamment Phénoménologie de la vie religieuse
On y relèverait les déterminations suivantes qui conduiraient à une nouvelle compréhension de l'être de l'homme. Pour atteindre l'autre dans son altérité, et non dans l'idée que je puis  m'en faire d'abord, l'homme doit se quitter totalement, s'ouvrir à l'autre, pour devenir celui qu'il n'est pas, dans un véritable saut existentiel. Ce saut, qui implique notre liberté, correspond à un mouvement et une projection dans une ouverture nouvelle, un advenir qui n'est pas la simple poursuite à partir du passé. Ne réagissant pas comme les choses ou les animaux, l'homme a cette possibilité, dans le cadre d'une temporalité qui lui est propre et qui le constitue.
Cette liberté constitutive transparaît dans la « décision » de saisir l'instant (le kairos) qui peut nous ouvrir à l'Autre, au risque d'avoir à laisser là notre « être-passé », à jeter les amarres, pour nous abandonner à notre « être-possible », à notre « être-appelé » (l'amour pour l'amoureux, la foi par la Révélation). En « comprenant » ainsi l'Autre, je reçois en partage une nouvelle compréhension de moi-même, un être que je n'avais pas, un monde qui a changé de sens et qui est devenu plus lumineux.